# Rafiou Moutairou
Rafiou Moutairou   (Lomé, segle XX) és un exfutbolista togolès de la dècada de 1980.
Fou internacional amb la selecció de futbol de Togo.
Pel que fa a clubs, destacà a OC Agaza de Lomé.